# Teriofilia
Teriofilia  -del griego θηρίο [therio: bestia] y φιλία [philia: amor]- (o animalitarismo) es un concepto que se refiere a "la inversión del trato de humano y animal y el argumento que los animales son en alguna manera superiores a los hombres". El término teriofilia fue acuñado por George Boas, mientras el término animalitarianism estuvo acuñado por Arthur O. Lovejoy en el trabajo A Documentary History of Primitivism and Related Ideas, en qué  explica su "creencia que los animales son más felices, más admirables, más 'normales', o 'naturales', que los seres humanos." En su trabajo Love for Animals, Dix Harwood escribió "Esto es muy seguro. Entre 1700 y 1800, el punto de vista respecto a las relaciones del hombre hacia otras criaturas vivientes cambió".
Leonardo da Vinci toca el tema en Estudios en la Vida y Hábitos de Animales, Jonathan Swift escribió sobre la inferioridad humana en Los viajes de Gulliver y Mark Twain detalló varias maneras en que los humanos podrían ser mostrados como inferiores a otros animales en Letras de la Tierra.